# Margaret Avery
Pour les articles homonymes, voir Avery.
Margaret Avery, née le 20 janvier 1944 à Mangum (Oklahoma), est une chanteuse et actrice américaine.

## Filmographie
- 1972 : Something Evil, de Steven Spielberg
- 1972 : L'Auberge de la terreur, de Bud Townsend Edwina
- 1972 : Cool breeze, de Barry Pollack Lark
- 1973 : Magnum Force, de Ted Post La prostituée
- 1973 : Casse dans la ville (Hell Up in Harlem) de Larry Cohen sœur Jennifer
- 1977 : Scott Joplin, de Jeremy Paul Kagan Belle Joplin
- 1985 : La Couleur pourpre, de Steven Spielberg Shug Avery
- 1991 : MacGyver - Saison 7, épisode 11 Regina Jeffries
- 1993 : Par acquit de conscience, de Jeff Kwitny Dr. Sierheed
- 1995 : White Man, de Desmond Nakano Megan Thomas
- 1996 : Walker, Texas Ranger - Saison 5, épisode 22 Mabel Javis
- 2003 : Shérifs à Los Angeles - Saison 1, épisode 2 Rita Armstrong
- 2008 : Le Retour de Roscoe Jenkins (Welcome Home, Roscoe Jenkins) de Malcolm D. Lee Mamma Jenkins
- 2018 : Proud Mary de Babak Najafi : Mina

## Récompense
Elle a été nommée à l'Oscar du cinéma de la meilleure actrice dans un second rôle pour son interprétation de Shug Avery dans La Couleur pourpre.